# فینال جام باشگاه‌های جهان ۲۰۱۷
فینال جام باشگاه‌های جهان ۲۰۱۷ فینال جام باشگاه‌های جهان ۲۰۱۷، چهاردهمین دوره جام باشگاه‌های جهان، یک تورنمنت فوتبال سازماندهی شده توسط فیفا بود که بین برندگان شش کنفدراسیون قاره‌ای و همچنین قهرمان لیگ کشور میزبان برگزار شد. فینال بین باشگاه اسپانیایی رئال مادرید، نماینده یوفا به عنوان قهرمان لیگ قهرمانان اروپا، و باشگاه برزیلی گرمیو، نماینده کونمبول به عنوان قهرمان جام لیبرتادورس برگزار شد.
رئال مادرید با گل کریستیانو رونالدو با نتیجه ۱–۰ پیروز شد و سومین قهرمانی خود در جام باشگاه‌های جهان را به دست آورد. این اولین باری بود که یک تیم پس از قهرمانی رئال در سال قبل، با موفقیت از عنوان قهرمانی جام باشگاه‌های جهان خود دفاع کرد. این پیروزی همچنین دهمین باری بود که یک تیم از اروپا قهرمان جام باشگاه‌های جهان شد.

## تیم‌ها
| تیم         | کنفدراسیون | حضور قبلی در فینال |
| ----------- | ---------- | ------------------ |
| رئال مادرید | یوفا       | ۲۰۱۴، ۲۰۱۶         |
| گرمیو       | کونمبول    | نداشته             |

## ورزشگاه
ورزشگاه شهر ورزشی زاید در ابوظبی به عنوان ورزشگاه فینال در ۱۱ آوریل ۲۰۱۷ اعلام شد. این ورزشگاه پیش از این میزبان فینال در سال‌های ۲۰۰۹ و ۲۰۱۰ بود.

## پیش زمینه
رئال مادرید با قهرمانی در لیگ قهرمانان اروپا ۱۷–۲۰۱۶ به چهارمین جام باشگاه‌های جهان خود راه یافت. این باشگاه قبلاً در سال‌های ۲۰۱۴ و ۲۰۱۶ جام باشگاه‌های جهان را برنده شده بود و از نظر تعداد برد پس از بارسلونا در رده دوم قرار داشت. مادرید در مرحله نیمه نهایی وارد مسابقات شد و با الجزیره، قهرمان لیگ برتر امارات متحده عربی که در برابر آوکلند سیتی نیوزیلند، قهرمان اقیانوسیه و اوراوا رد دایموندز ژاپن، قهرمان آسیا پیروز شده بود، روبرو شد. رئال مادرید پس از تصمیمات بحث برانگیز توسط داور و سیستم کمک داور ویدئویی، مسابقه را ۲–۱ برد.
باشگاه گرمیو برزیل با قهرمانی در جام لیبرتادورس ۲۰۱۷ در ماه نوامبر به اولین جام باشگاه‌های جهان خود راه یافت. آنها وارد مرحله نیمه نهایی شدند و با قهرمان آمریکای شمالی، پاچوکا مکزیک روبرو شدند که الوداد کازابلانکا مراکش، قهرمان آفریقا را در یک‌چهارم نهایی شکست داده بود. گرمیو با گلی که اورتون در دقیقه ۹۵ به ثمر رساند، بازی را ۱–۰ در وقت اضافه برد.

## مسیر تا فینال
| رئال مادرید                       | رئال مادرید                       | تیم                     | گرمیو                      | گرمیو                      |
| --------------------------------- | --------------------------------- | ----------------------- | -------------------------- | -------------------------- |
| قهرمان لیگ قهرمانان اروپا ۱۷–۲۰۱۶ | قهرمان لیگ قهرمانان اروپا ۱۷–۲۰۱۶ | نحوه شرکت               | قهرمان جام لیبرتادورس ۲۰۱۷ | قهرمان جام لیبرتادورس ۲۰۱۷ |
| حریف                              | نتیجه                             | جام باشگاه‌های جهان ۲۰۱۷ | حریف                       | نتیجه                      |
| الجزیره                           | ۲–۱                               | نیمه نهایی              | پاچوکا                     | ۱–۰ (و.ا.)                 |

## مسابقه

### خلاصه
کریستیانو رونالدو تک گل بازی را در دقیقه ۵۳ برای رئال مادرید به ثمر رساند، یک ضربه ایستگاهی پای راست از فاصله ۲۵ یاردی کمی به سمت چپ که از شکافی در دیوار دفاعی عبور کرد و به گوشه چپ دروازه رفت.

### جزئیات
| ۱۶ دسامبر ۲۰۱۷ ۲۱:۰۰ یوتی‌سی ۴:۰۰+ | رئال مادرید | ۱–۰   | گرمیو | ورزشگاه شهری زاید، ابوظبی تماشاگران: ۴۱٬۰۹۴ داور: سزار راموس (مکزیک) |
| ۱۶ دسامبر ۲۰۱۷ ۲۱:۰۰ یوتی‌سی ۴:۰۰+ | رونالدو ۵۳' | گزارش |       | ورزشگاه شهری زاید، ابوظبی تماشاگران: ۴۱٬۰۹۴ داور: سزار راموس (مکزیک) |
| ۱۶ دسامبر ۲۰۱۷ ۲۱:۰۰ یوتی‌سی ۴:۰۰+ |             |       |       | ورزشگاه شهری زاید، ابوظبی تماشاگران: ۴۱٬۰۹۴ داور: سزار راموس (مکزیک) |

| رئال مادرید | گرمیو |

| GK             | ۱  | کیلور ناواس           |     |     |
| RB             | ۲  | دنی کارواخال          |     |     |
| CB             | ۵  | رافائل واران          |     |     |
| CB             | ۴  | سرخیو راموس (کاپیتان) |     |     |
| LB             | ۱۲ | مارسلو                |     |     |
| CM             | ۱۰ | لوکا مودریچ           |     |     |
| CM             | ۱۴ | کاسمیرو               | '۲۷ |     |
| CM             | ۸  | تونی کروس             |     |     |
| RW             | ۲۲ | ایسکو                 |     | '۷۳ |
| LW             | ۷  | کریستیانو رونالدو     |     |     |
| CF             | ۹  | کریم بنزما            |     | '۷۹ |
| تعویض‌ها:       |    |                       |     |     |
| GK             | ۱۳ | کیکو کاسیا            |     |     |
| GK             | ۳۵ | موحی راموس            |     |     |
| DF             | ۶  | ناچو                  |     |     |
| DF             | ۱۵ | تئو ارناندز           |     |     |
| DF             | ۱۹ | اشرف حکیمی            |     |     |
| MF             | ۱۸ | مارکوس یورنته         |     |     |
| MF             | ۲۰ | مارکو آسنسیو          |     |     |
| MF             | ۲۳ | ماتئو کواچیچ          |     |     |
| MF             | ۲۴ | دنی سبایوس            |     |     |
| FW             | ۱۱ | گرت بیل               |     | '۷۹ |
| FW             | ۱۷ | لوکاس واسکز           |     | '۷۳ |
| FW             | ۲۱ | بورخا مایورال         |     |     |
| سرمربی:        |    |                       |     |     |
| زین‌الدین زیدان |    |                       |     |     |

| GK          | ۱  | مارسلو گروهی         |  |     |
| RB          | ۲  | ادیلسون              |  |     |
| CB          | ۳  | پدرو گرومل (کاپیتان) |  |     |
| CB          | ۴  | والتر کانمن          |  |     |
| LB          | ۱۲ | برونو کورتس          |  |     |
| CM          | ۵  | میشل                 |  | '۸۴ |
| CM          | ۲۵ | جیلسون               |  |     |
| RW          | ۱۷ | رامیرو               |  | '۷۱ |
| AM          | ۷  | لوان                 |  |     |
| LW          | ۲۱ | فرناندینیو           |  |     |
| CF          | ۱۸ | لوکاس باریوس         |  | '۶۳ |
| تعویض‌ها:    |    |                      |  |     |
| GK          | ۳۰ | برونو گراسی          |  |     |
| GK          | ۴۸ | پائولو ویکتور        |  |     |
| DF          | ۶  | لئوناردو گومز        |  |     |
| DF          | ۱۴ | برونو رودریگو        |  |     |
| DF          | ۱۵ | رافائل تیر           |  |     |
| DF          | ۲۲ | بریسان               |  |     |
| DF          | ۲۶ | مارسلو اولیویرا      |  |     |
| DF          | ۸۸ | لئو مورا             |  |     |
| MF          | ۸  | مایکون               |  | '۸۴ |
| MF          | ۲۸ | کایو                 |  |     |
| FW          | ۹  | جائل                 |  | '۶۳ |
| FW          | ۱۱ | اورتون               |  | '۷۱ |
| سرمربی:     |    |                      |  |     |
| ریناتو گوچو |    |                      |  |     |

| بهترین بازیکن بازی: کریستیانو رونالدو (رئال مادرید) کمک داوران: ماروین تورنتیرا (مکزیک) میگل آنخل هرناندز (مکزیک) داور چهارم: روشن ایرماتوف (ازبکستان) کمک داوران ویدئویی: مارک گایگر (ایالات متحده آمریکا) جاخونگیر سعیدوف (ازبکستان) کمک داور کمک‌داوران ویدئویی: فلیکس زوایر (آلمان) | قوانین مسابقه - ۹۰ دقیقه - ۳۰ دقیقه وقت اضافه در صورت نیاز - ضربات پنالتی اگر نتیجه همچنان مساوی است - دوازده نیمکت‌نشین - حداکثر ۳ تعویض |

### آمار
| آمار          | رئال مادرید | گرمیو |
| ------------- | ----------- | ----- |
| گل            | ۰           | ۰     |
| شوت           | ۹           | ۱     |
| شوت در چارچوب | ۱           | ۰     |
| سیو           | ۰           | ۱     |
| مالکیت توپ    | ٪۶۳         | ٪۳۷   |
| ضربه کرنر     | ۶           | ۱     |
| خطا           | ۷           | ۵     |
| آفساید        | ۱           | ۰     |
| کارت زرد      | ۱           | ۰     |
| کارت قرمز     | ۰           | ۰     |

| آمار          | رئال مادرید | گرمیو |
| ------------- | ----------- | ----- |
| گل            | ۱           | ۰     |
| شوت           | ۱۱          | ۰     |
| شوت در چارچوب | ۶           | ۰     |
| سیو           | ۰           | ۵     |
| مالکیت توپ    | ٪۶۱         | ٪۳۹   |
| ضربه کرنر     | ۳           | ۰     |
| خطا           | ۷           | ۷     |
| آفساید        | ۱           | ۰     |
| کارت زرد      | ۰           | ۰     |
| کارت قرمز     | ۰           | ۰     |

| آمار       | رئال مادرید | گرمیو |
| ---------- | ----------- | ----- |
| گل         | ۱           | ۰     |
| شوت        | ۲۰          | ۱     |
| شوت        | ۷           | ۰     |
| سیو        | ۰           | ۶     |
| مالکیت توپ | ٪۶۲         | ٪۳۸   |
| ضربه کرنر  | ۹           | ۱     |
| خطا        | ۱۴          | ۱۲    |
| آفساید     | ۲           | ۰     |
| کارت زرد   | ۱           | ۰     |
| کارت قرمز  | ۰           | ۰     |